# Dipteryx punctata
Dipteryx punctata är en ärtväxtart som först beskrevs av Sidney Fay Blake, och fick sitt nu gällande namn av Gerda Jane Hillegonda Amshoff. Dipteryx punctata ingår i släktet Dipteryx och familjen ärtväxter. Inga underarter finns listade i Catalogue of Life.